# 池田市立秦野小学校
池田市立秦野小学校（いけだしりつ はたの しょうがっこう）は、大阪府池田市畑1丁目にある公立小学校。

## 沿革
- 1875年（明治8年） - 畑小学校（大阪府豊嶋郡秦野村大字畑）・尊鉢小学校（同村大字尊鉢）開校
- 1885年（明治18年）
  - 時期不明 - 畑小学校・尊鉢小学校を合併して共進小学校と改称し、新築工事に着工。
  - 11月18日 - 共進小学校の落成式を挙行し、この日（11月18日）を開校記念日と定めた。
- 1887年（明治20年） - 共進尋常小学校と改称。
- 1889年（明治22年） - 尋常科を廃して簡易科を設け、共進簡易小学校と改称。
- 1893年（明治26年） - 秦野簡易小学校と改称。
- 1927年（昭和2年） - 高等科を併設し、秦野尋常高等小学校と改称。現在地に2階建校舎を増築。
- 1941年（昭和16年） - 国民学校令により、秦野国民学校と改称。
- 1943年（昭和18年） - 校歌制定。
- 1947年（昭和22年） - 学制改革により、池田市立秦野小学校と改称。
- 1950年（昭和25年） - 池田市立秦野幼稚園を本校内に併設。
- 1951年（昭和26年） - 給食室建設。保健衛生室・学校図書室設置。
- 1954年（昭和29年） - 講堂内部改修。放送設備充実。
- 1955年（昭和30年） - 本校創立80周年と幼稚園舎落成の両記念祝典を挙行。
- 1957年（昭和32年） - 中庭魚型池完成、藤棚・小鳥小屋新設。
- 1964年（昭和39年） - 中庭学習園完成。
- 1965年（昭和40年） - 創立90周年記念式典挙行。給食センター方式による給食実施。
- 1970年（昭和45年） - 増築東校舎完工。運動場自動散水装置（スプリンクラー）設置。
- 1971年（昭和46年） - 体育館・プール・特別教室完工。校舎オール鉄筋化。
- 1972年（昭和47年） - 幼稚園舎・運動場整備完工。グランド階段工事完工。歩道橋完成。
- 1973年（昭和48年） - 児童数増のため、プレハブ4教室新設。
- 1974年（昭和49年） - 児童数増のため、更にプレハブ2教室新設。ネットフェンス設置工事。池田市立秦野幼稚園を分離し、独立園となる。
- 1975年（昭和50年） - 児童数増のため、更にプレハブ2教室新設。創立100周年記念式典挙行し、記念行事開催。
- 1976年（昭和51年）
  - 4月1日[1] - 池田市立緑丘小学校を分離。
  - 時期不明 - 家庭科室改造工事。
- 1977年（昭和52年） - 養護学級設置。学習園（温室含）・動物庭園設置。
- 1982年（昭和57年） - 防音改造と図書室・音楽室整備、屋上防水・体育館塗装・放送室改造の各工事完工。
- 1989年（平成元年） - プレイルーム完成。
- 1990年（平成2年） - 体育館屋上防水工事完工。
- 1991年（平成3年） - 電話機取替工事。PTAコーラス発足。
- 1992年（平成4年） - 体育館改修工事（床・内部塗装・入口ホール）。
- 1993年（平成5年） - 東校舎北側3階と4階の便所改修。
- 1994年（平成6年） - 南校舎便所・教室床・運動場西側法面改修。
- 1996年（平成8年） - 東校舎北側1階と2階の便所改修。運動場藤棚改修。
- 1999年（平成11年） - 保健室空調設備設置。
- 2000年（平成12年） - 家庭科教室床改修工事。
- 2001年（平成13年） - 運動場複合遊具完成。
- 2002年（平成14年） - 完全学校週5日制実施。はたのっ子ビオトープ（中庭）整備開始。
- 2007年（平成19年） - 正門横学校掲示板完成。
- 2008年（平成20年） - 体育館暗幕新調。
- 2010年（平成22年） - 東館・北館壁塗り替え。体育館耐震補強工事。
- 2012年（平成24年） - 東館屋上防水工事。プール塗り替え。
- 2014年（平成26年） - 南館耐震補強工事。
- 2015年（平成27年） - 西館・東館耐震補強工事。
- 2016年（平成28年） - 北館新築。
- 2018年（平成30年） - プール塗り替え。
- 2019年（令和元年） - 防球ネット張替え。
- 2020年（令和2年） - GIGAスクール構想により、児童1人に1台のタブレット配備。
- 2021年（令和3年） - 体育館空調整備。運動場遊具入れ替え。

## 通学区域と進学先中学校
出典

### 通学区域
- 渋谷
- 畑
  - なお、石橋小学校の通学区域である旭丘（1丁目と2丁目のみ）は、調整区域として、本校への通学が可能。

### 進学先中学校
公立中学校に進学する場合
- 池田市立渋谷中学校

## 周辺
- 池田市立認定こども園あおぞら幼稚園 - 進学前幼稚園のひとつで、同一敷地内。
- ECCジュニア渋谷2丁目教室 - 校門と池田市道をはさんで、敷地が隣接。
- 大阪府警察官池田待機宿舎
- 池田市立緑丘小学校
- 池田畑郵便局
- 大阪教育大学
  - 附属高等学校池田校舎
  - 附属池田中学校
  - 附属池田小学校
- このほか、緑丘2丁目公園などの公園やグランフリーデなどのマンション・アパート、たむらこどもクリニックなどの医療機関も点在。

## 交通
- 阪急バス「3」・「4」・「7」・「8」・「131」の各系統で、「秦野小学校前」停留所より、
  - 1のりば（呉羽の里・東向き(東)方面行）から、徒歩約155m・約2分。
  - 2のりば（緑丘小学校前・東向き(西)方面行）から、徒歩約210m・約3分。
  - 3のりば（下渋谷・西向き方面行）から、徒歩約200m・約3分。
- 阪急電鉄宝塚本線池田駅より、
  - 徒歩約1.9km・約30分。
  - 上述の阪急バスに乗車し、「秦野小学校前」停留所下車後、徒歩。